# Andor Jaross
Andor Jaross, född 23 maj 1896 i Komáromcsehi, Slovakien, död 11 april 1946 i Budapest, Ungern, var en etnisk ungersk politiker. Under andra världskriget kollaborerade han med nazisterna.
Jaross, som var bördig från södra Slovakien, blev 1936 generalsekreterare för Magyar Nemzeti Párt (MNP), ett nygrundat parti som krävde att vissa delar av Tjeckoslovakien skulle inlemmas med Ungern. Ordförande var János Esterházy.
Jaross blev internationellt uppmärksammad då han av ungerska kommittén i House of Commons inbjöds att rapportera om Ungerns politiska bekymmer tillsammans med partikollegan Geza Szullo.
1938 flyttade Jaross till Ungern och anslöt sig till Béla Imrédys regering. Två år senare, 1940, bildade Jaross, László Baky, Fidél Pálffy och flera andra politiker det högerextrema Magyar Megújulás Pártjába (MMP), ett parti som emellanåt samarbetade med pilkorsledaren Ferenc Szálasi. Flera politiker ur MMP skulle ingå i Szálasis ministär i oktober 1944.
Nazityskland invaderade Ungern den 15 mars 1944 och tvingade regenten Miklós Horthy att utnämna Döme Sztójay till ny premiärminister; Jaross utsågs till inrikesminister. Tillsammans med ämbetsmännen vid inrikesministeriet, László Baky och László Endre, organiserade Jaross med Sztójays goda minne deportationen av Ungerns judar till de nazistiska förintelselägren. Horthy hade motsatt sig detta i det längsta.
Ungerns judiska getton inspekterades i augusti 1944 av SS-Obersturmbannführer Adolf Eichmann och Dieter Wisliceny , och, trots vädjanden från judiska rådet (Judenrat) till Jaross och Eichmann om mera human behandling av judarna, fortsatte förföljelserna och massmorden.
Jaross avskedades från sin ministerpost i augusti 1944 efter att ha tillskansat sig enorma mängder judisk egendom. Han återkom dock i oktober 1944 för att upprätta den nya regeringen under pilkorsledaren Ferenc Szálasi.
Efter andra världskriget ställdes Jaross inför rätta av ungerska myndigheter och avrättades genom arkebusering i april 1946.